# Salix monochroma
Salix monochroma är en videväxtart som beskrevs av John Ball. Salix monochroma ingår i släktet viden, och familjen videväxter. Inga underarter finns listade i Catalogue of Life.